# Galimatyáš
Galimatyáš (v originále Micmacs à tire-larigot) je francouzská filmová komedie z roku 2009, kterou režíroval Jean-Pierre Jeunet podle vlastního scénáře. Snímek měl světovou premiéru na Mezinárodním filmovém festivalu v Torontu dne 15. září 2009.

## Děj
V roce 1979 devítiletý Bazil přišel o svého otce-vojáka při výbuchu protipěchotní miny uprostřed marocké Sahary. O třicet let později ho při práci ve videopůjčovně zasáhne do hlavy zbloudilá kulka. Přežije, ale lékaři se rozhodnou nevyjmout kulku z jeho mozku ze strachu, že by ho ještě více poškodili. Bazil se musí vyhýbat silným emocím ze strachu ze smrti.
Bazila, který během pobytu v nemocnici přišel o ubytování i práci, se ujme skupina hadrářů, kteří žijí v jeskyni zřízené uprostřed hory recyklovaných materiálů. Je tu Remington, Afričan, který mluví jen zastaralými výrazy, Kalkulačka, který dokáže vše okamžitě spočítat, Fracasse, bývalý cirkusák, Placard, který přežil gilotinu, malý Caoutchouc, hadí muž, Petit-Pierre, který si pohrává s automaty a mechanismy všeho druhu, a Tambouille, kuchař, který se o celou skupinu stará.
Bazil, ze kterého se stal hadrář, jednoho dne narazí na kanceláře dvou zbrojních společností: La Vigilante de l’Armement a Les Arsenals d’Aubervilliers. První vyrobila minu, která zabila jeho otce, druhá kulku, kterou má stále v hlavě. Požaduje odškodnění, ale generální ředitel Nicolas Thibault de Fenouillet ho nechá vyvést.
Bazil s pomocí nových přátel vypracuje komplikovaný plán, jak proti sobě postavit dvě společnosti tím, že jim budou dělat různé podrazy, které pak oba ředitelé připisují jeden druhému. Skupina využije každý kousek informací, které shromáždí, aby je použila proti nim.

## Obsazení
| Dany Boon            | Bazil                                       |
| André Dussollier     | Nicolas Thibault de Fenouillet              |
| Nicolas Marié        | François Marconi                            |
| Julie Ferrier        | Môme Caoutchouc                             |
| Dominique Pinon      | Théodore-Henri de Montreuil řečený Fracasse |
| Jean-Pierre Marielle | Placard                                     |
| Yolande Moreau       | Tambouille / Mama Chow                      |
| Agathe Natanson      | strážný anděl                               |
| Michel Crémadès      | Pierre Avezard                              |
| Omar Sy              | Remington                                   |
| Marie-Julie Baup     | Calculette                                  |
| Urbain Cancelier     | Urbain                                      |
| Patrick Paroux       | Gerbaud                                     |
| Jean-Pierre Becker   | Libarski                                    |
| Stéphane Butet       | Matéo                                       |
| Philippe Girard      | Gravier                                     |
| Doudou Masta         | velitel rebelů                              |
| Éric Naggar          | Georges, Marconiův řidič                    |
| Arsène Mosca         | Serge, vedoucí videopůjčovny                |
| Manon Le Moal        | Lola                                        |
| Félicité N'Gijol     | paní Cisse                                  |
| Bernard Bastereaud   | pan Cisse                                   |
| Nicolas Beaucaire    | novinář                                     |
| Dominique Bettenfeld | kluk z peep-show                            |
| Pierre Étaix         | vypravěč anekdot                            |
| Lara Guirao          | Bazilova matka                              |
| Juliette Armanet     | zpěvačka v metru                            |